# Wish (azienda)
Wish è una piattaforma di e-commerce online che facilita le transazioni tra venditori e acquirenti, fondata nel 2010 da Piotr Szulczewski e Danny Zhang
Wish è gestito da ContextLogic Inc. con sede a San Francisco e consente ai venditori di esporre i propri prodotti su Wish e venderli direttamente, fungendo da intermediario nella gestione dei pagamenti ma senza immagazzinare i prodotti o gestire i resi.
Nel gennaio 2022, Wish ha nominato Vijay Talwar nuovo CEO.

## Storia
Wish è stato fondato da Piotr Szulczewski , un ex ingegnere di Google, come società di software chiamata ContextLogic. Nel settembre 2010, ContextLogic ha ricevuto 1,7 milioni di dollari in investimenti.
Nel maggio 2011, Szulczewski ha invitato l'amico del college Danny Zhang per lanciare l'azienda sotto il nome di Wish. 
Nel 2017, Wish è stata l'applicazione di e-commerce più scaricata negli Stati Uniti
Nel 2018, Wish è stata l'applicazione di e-commerce più scaricata al mondo
A partire dal 2019, Wish era il terzo più grande mercato di e-commerce negli Stati Uniti per vendite
ContextLogic è diventato pubblico tramite un'IPO nel 2020.

## Servizi
La piattaforma Wish utilizza tecnologie di navigazione che personalizzano gli acquisti per ogni cliente.
Ad oggi più di 1 milione di commercianti propongono i propri prodotti sulla piattaforma Wish per venderli direttamente ai consumatori, eliminando le commissioni di distribuzione e offrendo prodotti a basso prezzo.

## Critiche
Come altri importanti siti di e-commerce con venditori indipendenti, Wish è stato criticato per la vendita di articoli di scarsa qualità. Ci sono state numerose critiche negative riguardo ai tempi di spedizione e la consegna di articoli differenti da quelli ordinati.